# Zatar
Zatar – mieszanka przyprawowa pochodząca z Libanu.

## Charakterystyka

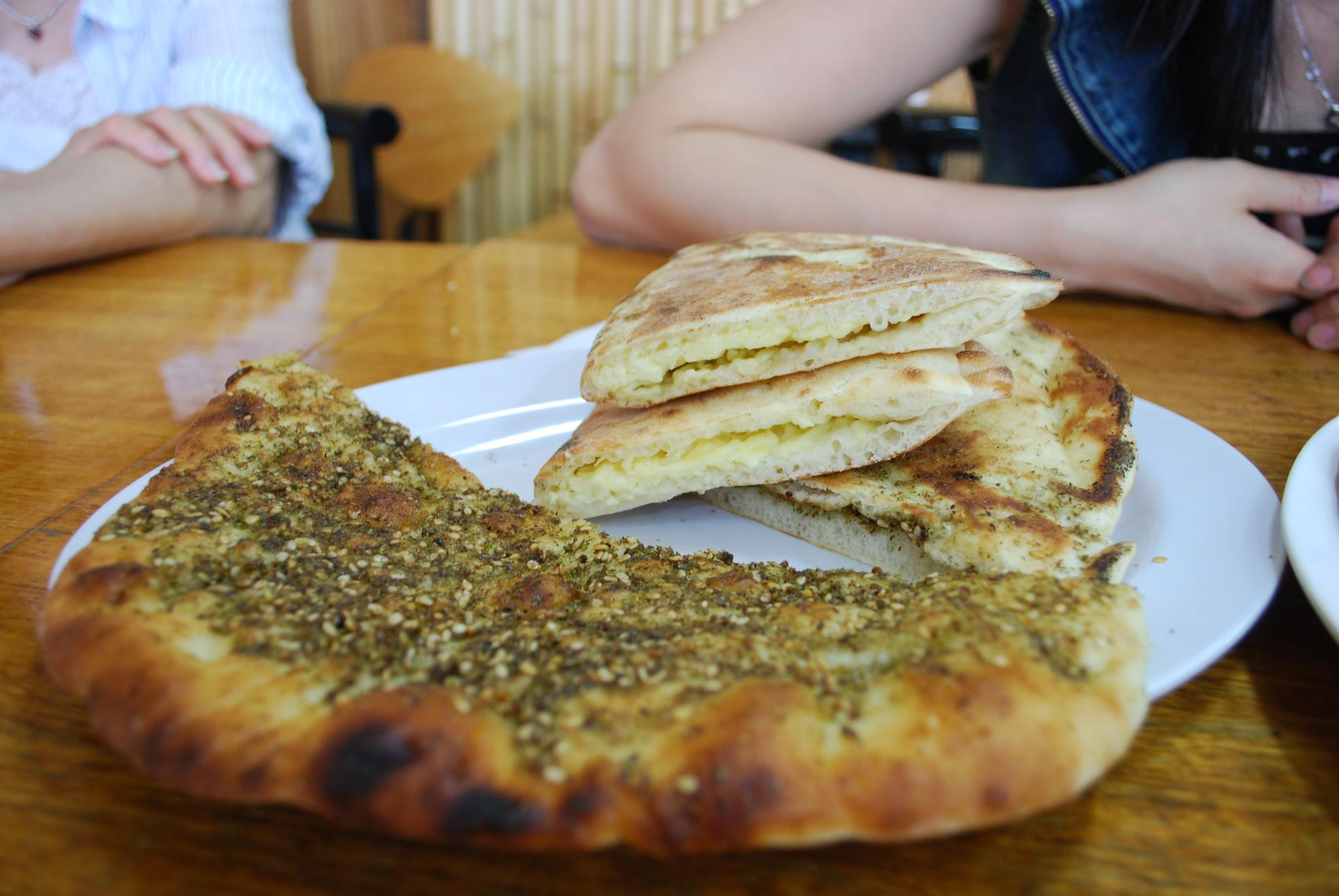
Man’usze z serem i zatarem

W skład zataru, oprócz soli, wchodzą: lebiodka syryjska, dziki tymianek (Thymbra spicata), sumak i sezam (regionalnie może zawierać też majeranek, kmin rzymski, oregano, paprykę i nasiona kopru). W basenie morza śródziemnego mieszankę stosowano już w starożytności, jako przydatną do łagodzenia schorzeń żołądkowo-jelitowych, walki z zaparciami i poprawiania pracy wątroby. W Libanie często mieszano zatar z oliwą, uzyskując pastę do smarowania, np. regionalnych placków man’usze. Obecnie stosuje się go do mięs, hummusu czy pizzy. Po zmieszaniu z jogurtem albo oliwą nadaje się do spożycia z pieczywem, pitą i tortillą. Nadaje się także do nacierania mięsa przed pieczeniem, by szybciej skruszało.
Mieszanka zawiera związki polifenolowe, składniki mineralne, błonnik, olejki eteryczne (karwakrol i tymol). Stanowi źródło substancji bioaktywnych o działaniu przeciwutleniającym, przeciwzapalnym i przeciwnowotworowym. Zatar stanowi dodatek do diety dla osób dbających o właściwą gospodarkę węglowodanową.